# 비스터 빌리지
비스터 빌리지(영어: Bicester Village)는 영국 잉글랜드 옥스퍼드셔주 비스터 변두리에 위치한 아웃렛이다. 밸류 리테일(Value Retail)이 운영하고 있으며,  1995년에 개점하였다. 
현재 GUCCI, PRADA, BURBERRY 등 160개 이상의 럭셔리 명품 브랜드가 입점 되어 있다.
주로 호화 브랜드를 취급한다. 영국에서 중국인 관광객이 버킹엄 궁전 다음으로 제일 많은 곳이다.
VIP패스 10% 할인쿠폰 받아가면 추가 할인 혜택을 받을 수 있다.